# 京都美術工芸大学
京都美術工芸大学（きょうとびじゅつこうげいだいがく、英語: Kyoto University of Arts and Crafts）は、京都府京都市東山区川端通七条上ルに本部を置く日本の私立大学。1995年創立、2012年大学設置。大学の略称はKYOBI。

## 概観

### 芸術学部デザイン・工芸学科
大学を運営する学校法人二本松学院は1995年を京都伝統工芸専門校を開校し、2001年には京都府より専修学校認可を受け京都伝統工芸専門学校に改称。その後放送大学連携協力校指定（2002年）や京都伝統工芸館開館（2003年）をへて、2007年に京都伝統工芸大学校に校名変更と共に高度専門課程を新設。4年制教育に移行している。2011年に京都美術工芸大学の設置が認可され大学開学となり、工芸学部伝統工芸学科を開設した。2017年には京都東山キャンパスを開校し、2018年に伝統工芸学科を美術工芸学科に、2023年には学科にデザイン領域を設けて、芸術学部デザイン・工芸学科と変更した。
同学科は2つの領域で構成され、大学開学時からの学科である伝統工芸学科を引き継ぐ工芸領域には陶芸コース、木工・彫刻コース、漆芸コースの3コース制となっている。デザイン領域にはビジュアルデザインコース、インテリア･空間デザインコース、CULTUREデザインコースと、2023年に開設された文化財情報デザインコースの4コースで構成されている。

### 建築学部建築学科
もともと二本松学院は、1990年に京都国際建築技術専門学校の設立が認可をうけて1991年に京都国際建築技術専門学校を開校している。同校は2007年には高度専門課程を新設し4年制に改組した京都建築大学校となって以降も、2016年には建築専攻科を設置し、6年制教育を開始しているが、同年から京都美術工芸大学の工芸学部に建築学科が開設され、伝統工芸学科と2学科体制とした。2020年には大学院工芸学研究科を設置し、建築学専攻を開設。これに伴い建築大学校側の専攻科を廃止した。2022年、学部を建築学部建築学科に改組、翌年大学院工芸学研究科を建築学研究科に変更した。
開設時から美術工芸を基礎とした建築教育の履修モデルとして建築デザインコースと伝統建築コースを設けている。建築学部は美大初の建築学部であり、建築学部改組以降は、建築デザイン領域と伝統建築領域のほかにそれらの融合領域も開設している。大学院は中央教育審議会『新時代の大学院教育』にある「高度な専門的知識・能力をもつ高度専門職業人」の養成を主要な目的として設置している。

## 沿革
- 2012年（平成24年）4月 - 開学（工芸学部伝統工芸学科）
- 2014年（平成26年）5月 - 東山キャンパス開設の協定を京都市と締結[1]
- 2016年（平成28年）4月 - 建築学科を増設
- 2017年（平成29年）4月 - 京都東山キャンパス開設
- 2018年（平成30年）4月 - 伝統工芸学科を美術工芸学科に名称変更
- 2020年（令和2年）4月 - 大学院工芸学研究科を開設
- 2021年（令和3年）4月 - 京都東山キャンパスに新校舎(新東館)が誕生
- 2022年（令和4年）4月 - 工芸学部建築学科を建築学部建築学科に名称変更
- 2023年（令和5年）4月 ‐ 工芸学部美術工芸学科を芸術学部デザイン・工芸学科に名称変更
- 2023年（令和5年）4月 ‐ 工芸学研究科を建築学研究科に名称変更

## 基礎データ

### 所在地
- 京都東山キャンパス（京都市東山区川端通七条上ル）
- 京都園部キャンパス（南丹市園部町二本松1-1）

## 教育および研究

### 組織

#### 学部
- 建築学部
  - 建築学科
    - 建築デザイン領域
    - 伝統建築領域
    - 融合領域
- 芸術学部
  - デザイン・工芸学科
    - デザイン領域
    - 工芸領域

#### 大学院
- 建築学研究科
  - 建築学専攻

## 施設

### キャンパス

#### 京都東山キャンパス
- 使用学部：建築学部、芸術学部
- 使用研究科：大学院建築学研究科
- 使用附属施設：
- 交通アクセス[2]：
  - 京阪本線「七条駅」下車、6番出口すぐ。
  - JR・近鉄京都線・京都市営地下鉄烏丸線「京都駅」下車、徒歩約15分。

#### 京都園部キャンパス
- 交通アクセス[2]：JR嵯峨野線「園部駅」下車、西出口より徒歩約1分。

## 対外関係

### 地方自治体との関係
- 京都市と学校法人二本松学院との文化力による地方創生の推進に関する包括連携協定（2016年締結）[3]
  - 京都市

### グループ校
- 京都建築大学校
- 京都伝統工芸大学校

## Wiki関係他プロジェクトリンク
- ウィキメディア・コモンズには、京都美術工芸大学に関するカテゴリがあります。